# Kuan Han-Ch'ing (cràter)
Kuan Han-Ch'ing és un cràter d'impacte en el planeta Mercuri de 143 km de diàmetre. Porta el nom del dramaturg xinès Guan Hanqing (c. 1241-1320), i el seu nom va ser aprovat per la Unió Astronòmica Internacional el 1979.